# Homophyton vickersi
Homophyton vickersi is een zachte koraalsoort uit de familie Anthothelidae. De koraalsoort komt uit het geslacht Homophyton. Homophyton vickersi werd in 1928 voor het eerst wetenschappelijk beschreven door Benham. 